# Xã Hill Lake, Quận Aitkin, Minnesota
Xã Hill Lake (tiếng Anh: Hill Lake Township) là một xã thuộc quận Aitkin, tiểu bang Minnesota, Hoa Kỳ. Năm 2010, dân số của xã này là 430 người.